# Спиридонов, Алексей Сергеевич (конструктор)
Алексей Сергеевич Спиридонов (4 (17) декабря 1903 — 21 июля 1976) — советский инженер-конструктор ракетно-космической техники, директор НИИ-88 (1953—1959).

## Биография
Спиридонов Алексей Сергеевич родился 4 декабря 1903 года в деревне Максимово Старицкого уезда Тверской области.
- 1918 год — пошёл работать в Ленинграде на артиллерийский Завод № 7, где последовательно за 14 лет прошёл ступеньки чернорабочего, браковщика, токаря, контрольного мастера, начальника цеха, начальника отдела, коммерческого директора и главного инженера.
- 1932 год — 1938 год — без отрыва от производства сумел освоить полный курс механического факультета Ленинградского Индустриального Политехнического Института, получив диплом инженера-механика-технолога, причём с отличием.
- 1939 год — 1940 год — работает Главным инженером артиллерийского Завода в Брянске.
- 1940 год — 1941 год — работает Главным инженером артиллерийского Завода в Коломне.
- 1942 год — 1945 год — работает Главным инженером артиллерийского Завода в Усть-Катаве, Челябинская область.
- 1945 год — Алексей Сергеевич командируется в Германию для ознакомления с разработками в области ракетной техники.
- 1946 год — 1948 год — А. С. Спиридонов — Главный инженер Седьмого (ракетного) Главного Управления Министерства вооружения СССР.
- 1948 год — 1949 год — работал Главным инженером НИИ-88, где вместе с первым директором — Л. Р. Гонором заложил основы экспериментальной и испытательной баз института и его Загорского филиала.
- 1949 год — в течение полугода снова возглавляет Седьмое (ракетное) Главное Управление Министерства вооружения СССР.
- 1949 год — 1953 год — был начальником Шестого Главного Управления, ответственного за создание наземной части ракетных комплексов.
- 1953 год — 1959 год — Алексей Сергеевич сменил М. В. Янгеля на посту Директора НИИ-88.
- 1956 год — выделилось ОКБ-1 С. П. Королёва, были объединены ОКБ-2 и ОКБ-3 в единое ОКБ-2 во главе А. М. Исаевым, которое выделилось из института в январе 1959 года, а также создано КБ НИИ-88 по проектированию специального и нестандартного оборудования.
- 1959 год — 3 августа — по состоянию здоровья оставил пост Директора, но остался в Институте на должности старшего инженера в подразделении, которое в 1966 году перешло к НИИ измерительной техники (НИИИТ).

## Смерть
А. С. Спиридонов скончался 21 июля 1976 года после тяжёлой болезни. Похоронен на Невзоровском кладбище, Пушкинского района, Московской области.

## Награды
Награждён двумя орденами Ленина (1944, 1956), двумя орденами Трудового Красного Знамени (1942, 1957), орденами Отечественной войны 1 ст. (1945), Красной Звезды (1941) и медалями.